# Rai
RAI – Radiotelevisione italiana S.p.A., известна до 1954 като Radio Audizioni Italiane, е италианският национален, обществен радиотелевизионен оператор, собственост на италианското Министерство на икономиката и финансите.
RAI излъчва множество цифрови наземни и сателитни телевизионни и радиопрограми – 15 телевизионни и 7 национални радиопрограми и няколко спътникови платформи. RAI поддържа относително висок дял телевизионна аудитория – 33,8%.
Излъчванията на RAI се приемат и в съседните държави: Албания, Хърватия, Малта, Монако, Черна гора, Сан Марино, Словения (като на словенски излъчва и една от местните радиопрограми на групата), Ватикана и южните части на Швейцария.
Повече от половината от приходите на RAI са от абонаментни такси, другата част – от продажба на рекламно време.
През 1950 г. RAI е една от компаниите, които основават Европейския съвет по радиоразпръскване.